# Omgevingsvergunning
Een omgevingsvergunning is een vergunning voor het bouwen van een bouwwerk en/of een vergunning voor bedrijfsactiviteiten die mogelijke hinder voor mens en milieu zullen veroorzaken (milieuvergunning). In Nederland wordt deze, afhankelijk van het belang dat met het project gemoeid is, afgegeven door het college van burgemeester en wethouders, gedeputeerde staten of een minister. In Vlaanderen kan een omgevingsvergunning zowel door de gemeente, de deputatie als door het Vlaams Gewest worden afgegeven, naargelang de schaal (volgens het principe van de subsidiariteit). In Wallonië spreekt men van de permis unique. In Brussel gaat het om een stedenbouwkundige vergunning In België zijn de gewesten bevoegd voor omgevingsvergunningen.

## Nederland

### Wabo (2010–2023)
De omgevingsvergunning werd in Nederland op 1 oktober 2010 ingevoerd met de inwerkingtreding van de Wet algemene bepalingen omgevingsrecht (Wabo), en verving de verschillende vergunningen voor wonen, ruimte en milieu, zoals de bouwvergunning, milieuvergunning, sloopvergunning en kapvergunning. De omgevingsvergunning moest ervoor zorgen dat iemand die een project wilde uitvoeren dat project niet langer hoefde te splitsen in verschillende activiteiten waarvoor verschillende vergunningen moesten worden aangevraagd bij verschillende bestuursorganen. Het project omgevingsvergunning was onderdeel van het 'Meerjarenprogramma Modernisering VROM-regelgeving' van het ministerie van Volkshuisvesting, Ruimtelijke Ordening en Milieubeheer (VROM). Dit zogenaamde herijkingsprogramma had tot doel het aantal wetten en regels op het gebied van de fysieke leefomgeving te verminderen, te verbeteren en toegankelijker te maken.
Afhankelijk van het belang dat met het project gemoeid was, werd de omgevingsvergunning afgegeven door het college van burgemeester en wethouders, gedeputeerde staten of een minister. De vergunning kon echter altijd worden aangevraagd bij het college van burgemeester en wethouders van de gemeente waar het project in hoofdzaak zou worden of werd uitgevoerd, ook als het college niet het bevoegd gezag was en dus niet bevoegd was op de aanvraag te beslissen. Dit was de zogenaamde één-loket-gedachte. Hiervoor ging één procedure gelden waarop één besluit volgde. Voor beroep tegen dat besluit zou er één beroepsprocedure zijn.
Veel gemeenten en provincies experimenteerden al vóór 2010 met deze nieuwe wettelijke voorschriften. Er werden door de Rijksoverheid diverse folders uitgebracht die gemeenten en provincies ondersteunden bij de invoering. Vanaf 1 oktober 2010 werkten alle gemeenten en provincies met de nieuwe vergunning.
Het Besluit Omgevingsrecht omvatte meerdere begrippen, zoals erf, hoofdgebouw, bijbehorend bouwwerk, etc.
Watervergunningen werden tot 1 januari 2024 verleend op basis van de Waterwet van 2009. Sinds de inwerkingtreding van de Omgevingswet worden er geen integrale watervergunningen meer verleend, maar een of meerdere omgevingsvergunningen voor een wateractiviteit.

### Omgevingswet (vanaf 2024)
Sinds 1 januari 2024 worden omgevingsvergunningen geregeld in de Omgevingswet, Afdeling 5.1, Artikel 5.1 t/m 5.43.

## Vlaams Gewest
Ook in Vlaanderen maakte de regering-Peeters II werk van de invoering van een omgevingsvergunning. Het decreet daartoe werd goedgekeurd in april 2014. De uitvoeringsbesluiten van 27 januari 2015 werden op 23 februari 2016 gepubliceerd (later meermaals gewijzigd), waarmee de omgevingsvergunning sinds 23 februari 2017 geldt voor het Vlaamse Gewest en de 5 Vlaamse provincies.
Gemeentebesturen konden zelf kiezen of ze instapten in de omgevingsvergunning, of konden uitstel vragen tot (maximaal) 1 januari 2018. 4 gemeenten stapten in op 23 februari 2017, 2 anderen volgden in maart/april en alle overige gemeenten vroegen uitstel. Tegen de weigering van een omgevingsvergunning door de gemeente is beroep mogelijk bij de provincie. In vele gevallen wordt een negatieve beslissing dan teruggedraaid, en advies van eigen ambtenaren genegeerd, in het voordeel van eigenaar of ontwikkelaar.
Omdat het digitaal platform waarop de omgevingsvergunning zou moeten niet tijdig klaar raakte, besliste de Vlaamse regering eind mei 2017 om de invoer van de omgevingsvergunning voor de gemeenten te verdagen tot 1 januari 2018.
De omgevingsvergunning in Vlaanderen vervangt de milieuvergunning, de stedenbouwkundige vergunning, de verkavelingsvergunning en de meldingsprocedure.In tegenstelling tot de milieuvergunning die een tijdelijk karakter had, krijgt de omgevingsvergunning een permanent karakter, maar de bedrijven moeten wel vaker gecontroleerd worden.
Sinds 1 augustus 2018 zijn ook de socio-economische vergunning en de natuurvergunning vervangen door de omgevingsvergunning. Men spreekt sindsdien van een omgevingsvergunning voor (respectievelijk) 'kleinhandelsactiviteiten' en 'het wijzigen van vegetatie'.
Een omgevingsvergunning kan de volgende activiteiten omvatten:
- stedenbouwkundige handelingen
- ingedeelde inrichtingen of activiteiten
- verkavelen van gronden of bijstellen van een vergunde verkaveling
- kleinhandelsactiviteiten
- het wijzigen van vegetatie

Indien een project meerdere activiteiten omvat moeten die samen aangevraagd worden.

## Brussels Hoofdstedelijk Gewest
De algemene regel stelt dat voor al de bouw-, afbraak-, renovatie- of  verbouwingswerken, bestemmings- of gebruikswijzigingen van een gebouw vooraf een stedenbouwkundige vergunning nodig is. Een stedenbouwkundige vergunning is dus de regel. De vrijstelling ervan vormt de uitzondering.
Het Brussels Wetboek van Ruimtelijke Ordening van 9 april 2004 werd hervormd door de Ordonnantie van 30 november 2017.
Het BWRO bepaalt en regelt de grote mechanismen qua ruimtelijke ordening op het Brusselse grondgebied. Het gaat met name op:
- de plannen (strategische plannen, bestemmingsplannen, onteigeningen)
- de (gewestelijke en gemeentelijke) stedenbouwkundige verordeningen
- de stedenbouwkundige en verkavelingsvergunningen / -attesten
- de bescherming van het onroerend erfgoed (bescherming, plaatsing op de bewaarlijst, etc.)

De BWRO is werkzaam op twee niveaus:
- Op gewestelijk niveau: reglementering van toepassing op het hele gewestelijke grondgebied
- Op gemeentelijk niveau: reglementering eigen aan elke van de negentien gemeenten die in het Brusselse Hoofdstedelijk Gewest ligt.